# Ахмаметьєв Андрій Олексійович
Ахмаме́тьєв Андрі́й Олексі́йович (рос. Ахмаметьев Андрей Алексеевич; *16 (29) березня 1917 — † 9 жовтня 1968) — радянський військовий льотчик, Герой Радянського Союзу (1945).

## Життєпис
Народився 16 (29) березня в селищі Іжевський Завод Сарапульського повіту Вятської губернії Російської імперії (нині місто Іжевськ, Удмуртська Республіка РФ). З 1923 року в переїхав до міста Перм. Після закінчення ФЗУ працював на заводі імені Дзержинського, закінчив 2 курси індустріального робітфаку.
У 1936 році призваний до РСЧА. Закінчив Чкаловське військове авіаційне училище (1940). Льотчик, заступник командира авіаескадльї 10-о окремого розвідувального полку 1-ї повітряної армії (3-й Білоруський фронт). Здійснив близько 350 бойових вильотів. Його екіпажем сфотографовано на передньому краї та в тилу ворога 29655 км².
23 лютого 1945 року капітану А.О. Ахмаметьєву присвоєно звання Герой Радянського Союзу
Після війни до 1956 року продовжував службу у ВПС СРСР.
З 1956 року підполковник А.О. Ахмаметьєв у запасі. Жив у Ленінграді (зараз – санкт-Петербург). Помер 9 жовтня 1968 року.

## Нагороди
Нагороджений — орден Леніна, орден Червоного Прапора (3), орден Олександра Невського, орден Вітчизняної війни II ступеня, орден Червоної Зірки (2), медалями.